# Apache DB
Apache DB est un projet de la fondation Apache, chargé de fournir des composants open-source dans le domaine des bases de données.

## Sous-projets
Le projet Apache DB propose différents sous-projets :
- DdlUtils, une bibliothèque Java permettant la manipulation de la partie DDL du langage SQL
- Derby, un système de gestion de base de données relationnelle entièrement implémenté en Java
- Apache JDO, une implémentation de la spécification Java Data Objects permettant le stockage d'objets Java dans une base de données relationnelle
- Torque, un autre système permettant de stocker des objets Java dans une base de données relationnelle, basé sur la description de la structure de la base de données dans un fichier XML

De plus, le projet DB proposait également le sous-projet ObJectRelationalBridge, qui est maintenant retiré et se trouve dans l'Attic de la fondation.